# Pontiac-Témiscamingue
Pour les articles homonymes, voir Pontiac et Témiscamingue (homonymie).
Pontiac-Témiscamingue est une ancienne circonscription électorale québécoise.

## Historique
Précédée de : Pontiac et de Témiscamingue
Suivie de : Pontiac

## Liste des députés
| Législature                                                | Années    | Député | Député             | Parti   |
| ---------------------------------------------------------- | --------- | ------ | ------------------ | ------- |
| Pontiac-Témiscamingue Précédée de Pontiac et Témiscamingue |           |        |                    |         |
| 30e                                                        | 1973–1976 |        | Jean-Guy Larivière | Libéral |
| 31e                                                        | 1976–1981 |        | Jean-Guy Larivière | Libéral |
| Dissoute dans Pontiac et Rouyn-Noranda–Témiscamingue       |           |        |                    |         |